# Nikolaj (Dutka)
Nikolaj (světským jménem: Mykola Ivanovyč Dutka; * 23. května 1966, Černovice) je ukrajinský duchovní Ruské pravoslavné církve a biskup nachodkinský a preobraženský.

## Život
Narodil se 23. května 1966 v Černovicích. Stejného roku byl pokřtěn se jménem Nikolaj.
Roku 1983 dokončil střední školu. Po dokončení školy začal zpívat ve sboru katedrálního chrámu svatého Mikuláše a současně sloužil jako starší hypodiákon biskupa Varlaama (Iljuščenka).
V letech 1984–1986 sloužil v řadách Sovětské armády. Po demobilizaci se stal hypodiákonem biskupa Antonije (Moskalenka).
Roku 1987 začal studovat na Moskevském duchovním semináři, který dokončil roku 1990.
Roku 1989 byl zapsán mezi bratry Trojickosergijevské lávry. Dne 3. ledna 1991 byl postřižen na monacha a přijal mnišské jméno Nikolaj na počest svatého Mikuláše Studity.
Dne 7. května 1991 byl arcibiskupem chersonésoským Valentinem (Miščukem) rukopoložen na hierodiakona.
Dne 6. ledna 2002 byl pověřen duchovní službou ve vladivostocké eparchii. Stejného roku byl biskupem Veniaminem (Puškarem) rukopoložen na jeromonacha. Byl ustanoven duchovním chrámu Zesnutí přesvaté Bohorodice ve Vladivostoku. Sloužil také jako představený chrámu svatého Serafima Sarovského ve Vladivostoku.
Dne 7. dubna 2002 získal právo nosit náprsní kříž.
Roku 2008 byl jmenován představeným chrámu Kazaňské ikony Matky Boží v Nachodce.
Absolvoval dálkové studium na Kyjevské duchovní akademii.
Dne 18. dubna 2008 získal právo nosit náprsní kříž s ozdobami.
Dne 27. července 2011 jej Svatý synod zvolil biskupem nachodkinským a preobraženským.
Dne 27. srpna 2011 byl povýšen na archimandritu a stejného dne byl oficiálně jmenován biskupem. Dne 1. září 2011 proběhla v chrámu Svaté Trojice v Magadanu jeho biskupská chirotonie. Světiteli byli patriarcha moskevský Kirill, metropolita saranský a mordovský Varsonofij (Sudakov), arcibiskup vladivostocký a primorský Veniamin (Puškar), arcibiskup tomský a asinovský Rostislav (Děvjatov), arcibiskup chabarovský a priamurský Ignatij (Pologrudov), arcibiskup čeljabinský a zlatoustovský Feofan (Ašurkov), biskup magadanský a siněgorský Gurij (Šalimov), biskup kostanajský a petropavlovský Anatolij (Axjonov), biskup bălțijský a făleştijský Marchel (Mihăescu) a biskup solněčnogorský Sergij (Čašin).